# Подборье (Ивано-Франковская область)
Подборье (укр. Підбір'я) — село в Рогатинской городской общине Ивано-Франковского района Ивано-Франковской области Украины.
Население по переписи 2001 года составляло 249 человек. Занимает площадь 5 км². Почтовый индекс — 77011. Телефонный код — 03435.